# Kapel van Obereisenbach

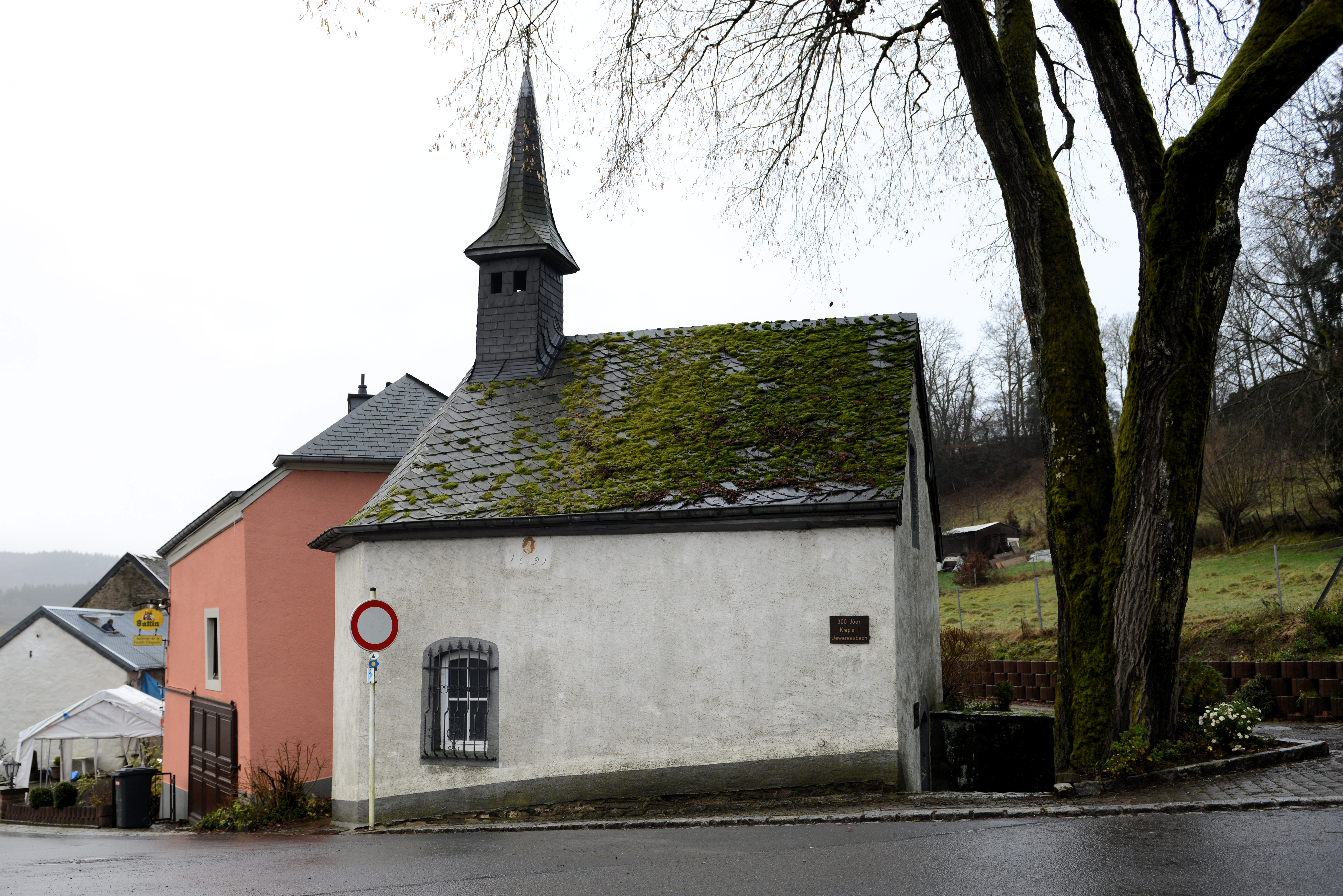
Kapel van Obereisenbach

De kapel van Obereisenbach is een kapel in de tot de Luxemburgse gemeente Parc Hosingen behorende gehucht Obereisenbach.
De kapel werd in 1691 opgericht door de gebroeders Lieners, die beloofd hadden dat ze een kapel zouden stichten, gewijd aan Onze-Lieve-Vrouw Troosteres der Bedrukten, indien ze beiden ongeschonden uit de Dertigjarige Oorlog zouden terugkeren.
De kapel heeft een barokaltaar met in het midden een beeld van de Troosteres der Bedrukten. Links staat een beeld van de Heilige Damianus en rechts een van de Heilige Damianus.
Het eenvoudig kapelletje heeft een dakruiter boven het koor.